# USS Barry (DD-2)
USS Barry (DD-2) bio je drugi američki razarač klase Bainbridge. Ime je dobio po komodoru Johnu Barryju.

## Povijest
Kobilica je položena 2. rujna 1899. u brodogradilištu Builder, Neafie & Levy u Philadelphiji. Porinut je 22. ožujka 1902. i u operativnu uporabu primljen je 24. studenog 1902.

### Operativna uporaba
O uvođenja u službu pa do 1903. služio je u sastavu Sjeverno Atlantske Flote. Zajedno s četiri sestrinska broda u razdoblju od prosinca 1903. do travnja 1904. preplovio je Atlantski ocean, Sredozemno more, prošao kroz Sueski kanal, ušao u Indijski ocean te naposljetku u Južno kinesko more. Sljedećih trinaest godina služio je na dalekom istoku djelujući uz obalu Kine i Filipinskih otoka.
Istom rutom vraća se u kolovozu 1917. kako bi pomogao u borbi protiv podmornica u europskim vodama. Nakon gotovo godinu dana eskorta konvoja i ophodnje u blizini Gibraltara, vraća se u SAD i bazira u Charlestonu. Od siječnja 1919. do povlačenja iz službe u lipnju iste godine nalazi se u Philadelphiji.
3. siječnja 1920. prodan je kao staro željezo.

### Zapovjednici
Izvor podataka:
| - Noble Edward Irwin (24.11.1902 - 1905) - George Washington Steele Jr. (1905 - 27.3.1906) - Adolphus Eugene Watson (27.3 1906 - 8.1. 1907) - David Lyons (8.1. 1907 - 28.12. 1907) - Joseph Vance Ogan (28.12. 1907 - 2.4. 1908) (Izvan službe od 2. travnja 1908 do 21. prosinca 1908) - John Morris Smeallie (21.12. 1908 - 30.12. 1909) - Edmund Spence Root (30.12. 1909 - 4.4. 1910) | - Lloyd Woolsey Townsend (4.4. 1910 - 11.2. 1911) - Robert Wright Cabaniss (11.2. 1911 - 1912) - William Cook Owen (1912 - 1913 (U rezervi)) - Charles Stanley Keller (1913 - 1915) - Selah Montrose LaBounty (1915 - 1916) - William Faulkner Amsden (1916 - 31.1. 1918) - Roy Philip Emrich (4.2. 1918 - 8.8. 1918) - Henry Parsons Samson (8.8. 1918 - 28.6. 1919) |